# Martin Burckhardt (Architekt)
Martin Burckhardt (auch Burckhardt-Henrici; * 5. März 1921 in Basel; † 6. Februar 2007 ebenda; heimatberechtigt ebenda) war ein Schweizer Architekt, Politiker (LDP) und Mäzen.   

## Leben

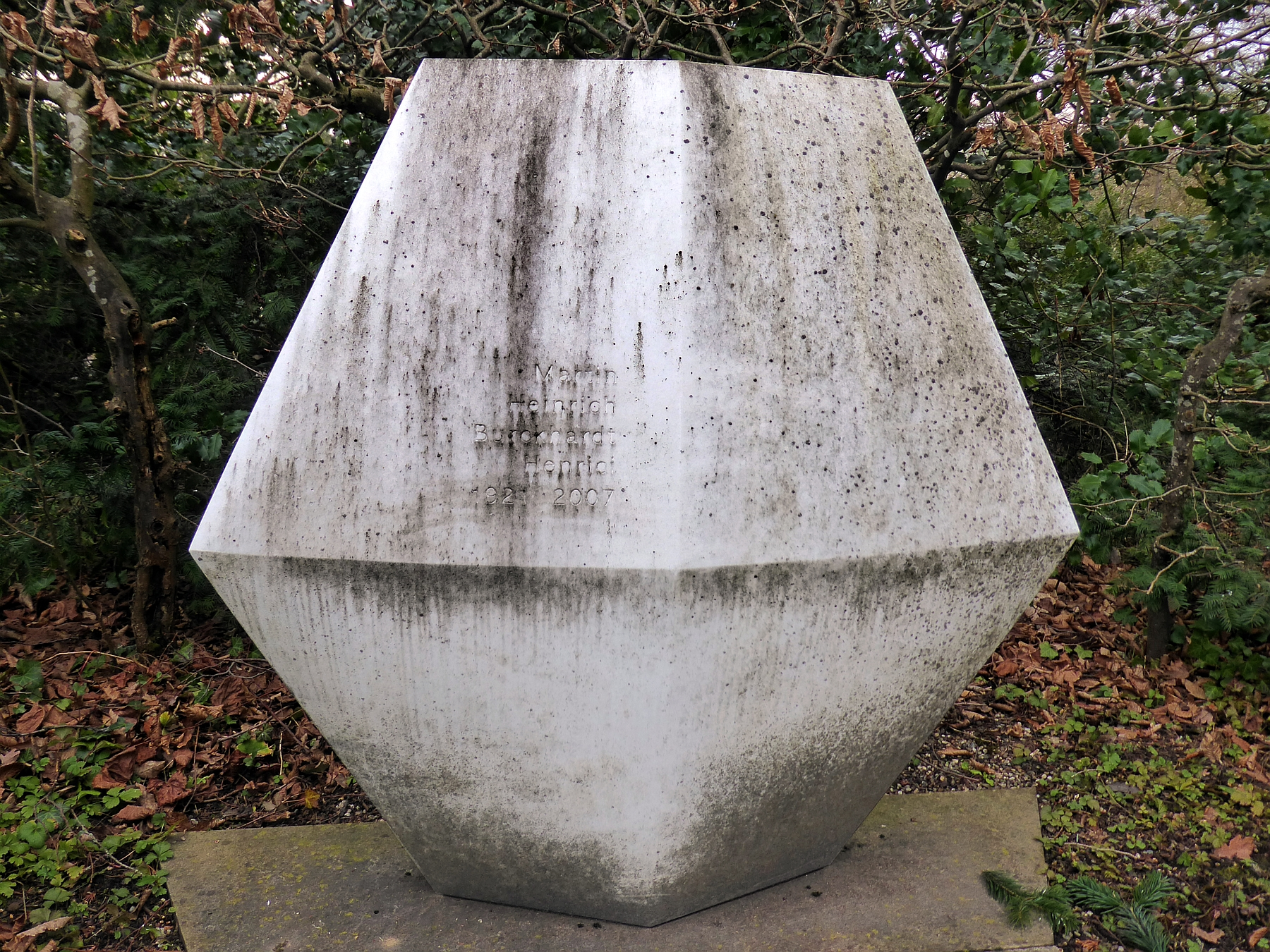
Grab auf dem Friedhof am Hörnli, Riehen, Basel-Stadt

Martin Heinrich Burckhardt, Sohn von Karl August Burckhardt-Koechlin (1879–1960), studierte nach dem Schulbesuch in Basel Architektur an der ETH Zürich und schloss 1945 mit dem Diplom ab. 1951 war er zusammen mit seinem Vater und dem Partner Karl Eckert Gründer der Firma Burckhardt Architekten in Basel (seit 1973 Burckhardt+Partner). Ab 1970 war er daneben Dozent und von 1979 bis 1982 Professor an der EPFL in Lausanne. In den 1950er- und 1960er-Jahren etablierte sich das Büro mit zahlreichen Verwaltungs- und Industriebauten, vor allem für die chemische Industrie und den Bankensektor. Das Büro konnte Zweigstellen unter anderem in Berlin, Wien, Paris, Mexiko, Brasilien, den Vereinigten Staaten und Australien eröffnen. 1990 schied er aus der Geschäftsführung von Burckhardt+Partner (heute Burckhardt Architektur AG) aus. 2006 war das Büro mit 219 Mitarbeitern das grösste Schweizer Architekturbüro. Burckhardt baute 1967 bis 1970 in Basel das Biozentrum der Universität und 1972 bis 1976 die Bank für Internationalen Zahlungsausgleich (BIZ) sowie 1980 bis 1987 in Lausanne das Nestlé-Forschungszentrum.
Politik
Von 1955 bis 1975 war Burckhardt Mitglied der Basler Kunstkommission. 1961 gründete er in Gedenken an seinen Vater den Karl August Burckhardt-Koechlin-Fonds, um zuhanden des Kupferstichkabinett des Kunstmuseums Basel Zeichnungen, Aquarelle und Gouachen des 20. Jahrhunderts zu erwerben. Von 1984 bis 1988 fungierte er als Präsident der Liberal-Demokratischen Partei Basel. Er sass von 1976 bis 1988 im Basler Grossen Rat und von 1987 bis 1991 im Schweizer Nationalrat, wo er vor allem in den Bereichen Bildung, Kultur und Aussenpolitik aktiv wurde. So war er dort Mitglied der Kommission Parlamentsreform und der Kommission Weltausstellung Sevilla 1992.
Familie
Sein Sohn ist der Althistoriker Leonhard Burckhardt (* 1953). Brüder waren der Diplomat Jakob Karl Burckhardt (1913–1996) und der Mäzen Dieter Burckhardt (1914–1991).

## Werke (Auswahl)

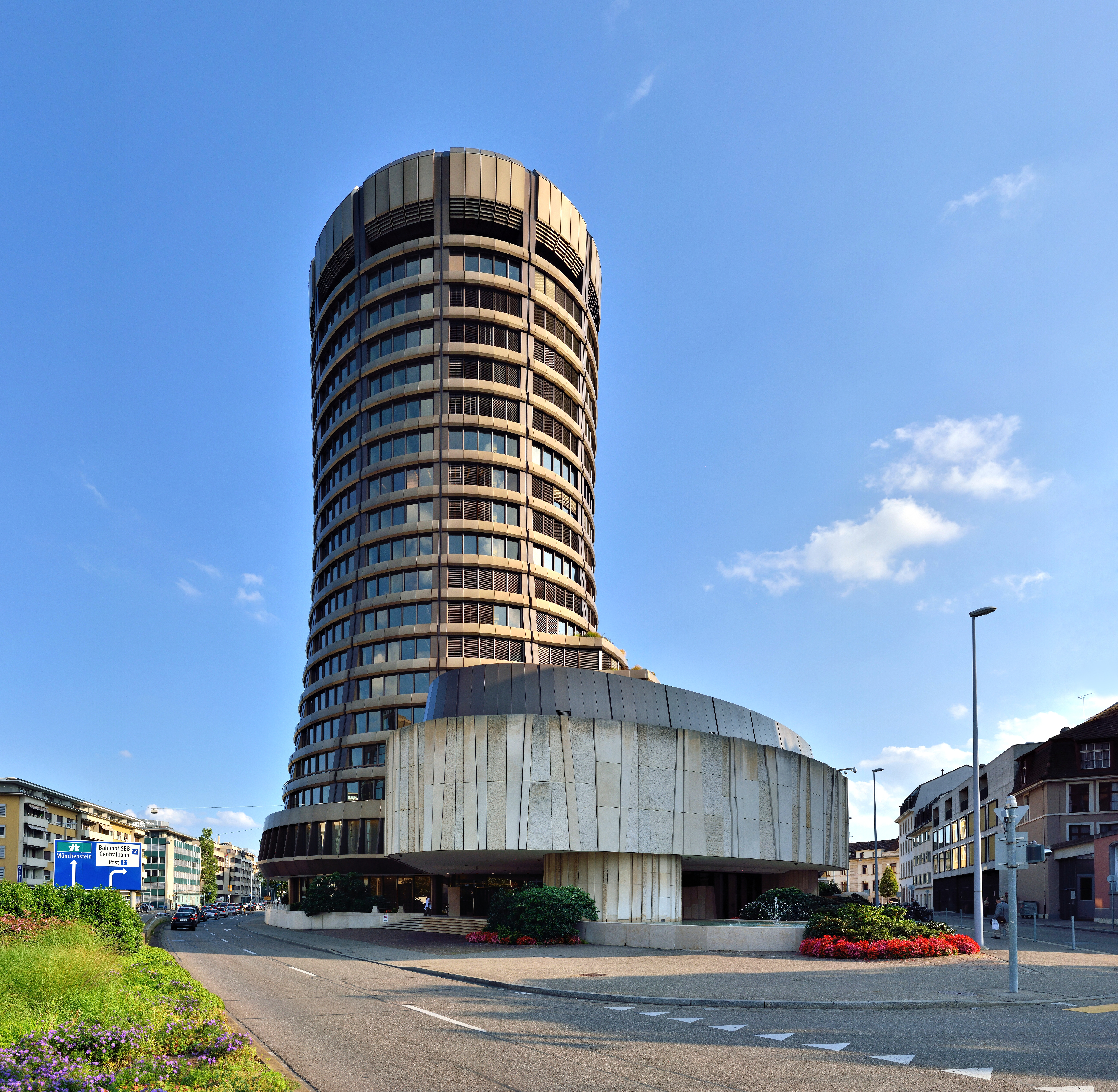
BIZ-Gebäude in Basel, erbaut 1972–76

- Verwaltungsgebäude und Kantine, Geigy, Werk Rosental, Basel, 1954–66
- Warenhaus Pfauen, Coop, Basel, 1959–63
- Wasserstelzenschulhaus, Riehen, 1961–1964[3]
- Fabrikations- und Lagergebäude, Thomi und Franck, Horburg, 1963–67
- Bürogebäude, Burckhardt Architekten, Basel, 1962–62
- Soleeindampfungsanlage, Rheinsalinen Schweizerhalle, Pratteln, 1965–66
- Hauptsitz Sandoz-France, Paris, Frankreich, 1965–68
- Hauptsitz Sandoz, São Paulo, Brasilien, 1965–68
- Aquarium und Vivarium, Zoologischer Garten Basel, 1967–69
- Laborgebäude Pharma und Farben, Sandoz, Basel, 1967–71
- Forschungszentrum Sandoz, Wien, 1967–70
- Biozentrum, Universität Basel, 1967–70
- Bürogebäude Sandoz, Barcelona, 1969–70
- Bank für Internationalen Zahlungsausgleich BIZ, Basel, 1972–76
- Forschungszentrum Nestlé Nahrungsmittel, Vers-chez-les-Blanc VD, 1980–87
- Verwaltungsgebäude Schweizerischer Bankverein, Basel, 1980–88
- Modehaus Spengler, Münchenstein, 1988–91
- Erweiterungsgebäude Universität Zürich, 3. und 4. Etappe, 1989–94, 1992–97
- Informatikgebäude R-1008 der Ciba-Geigy, Basel 1989–91
- Alters- und Pflegeheim Schöntal, Füllinsdorf 1990–91
- Bogn Engiadina, Therme, Scuols 1990–92
- Bürogebäude Hatt-Haller AG, Dietikon 1991–94
- Radio Studio, Zürich, Um- und Neubau 1992–94
- Verwaltungsgebäude Basler Lebensversicherung, 1993–94
- Leonhard-Schulhaus, Basel 1995–98

## Belege
1. ↑  N.N.: Karl August Burckhardt-Koechlin. In: Schweizerische Bauzeitung. Band 78, Nr. 24, 16. Juni 1960 (e-periodica.ch).
2. ↑  Roderick Hönig, Werner Huber: Die Grössten im Land. In: Hochparterre. Band 19, Nr. 4, 2006, S. 20, doi:10.5169/seals-122853.
3. ↑  Lina Schmid: Wasserstelzenschulhaus. In: Gemeinde Lexikon Riehen